# Kim Kwang-seok
Kim Kwang-seok (* 22. Januar 1964 in Daegu; † 6. Januar 1996 in Seoul) war ein südkoreanischer Folk-Rock-Sänger und Songwriter.

## Leben
Kim wuchs als jüngstes Kind eines Lehrers in Daegu auf. Als Kim vier Jahre alt war, verlor sein Vater seine Anstellung, da sich dieser bei einer illegalen Lehrergewerkschaft engagierte. Die Familie zog nach Seoul. Er spielte im Schulorchester und hat dort gelernt, Noten zu lesen, Violine, Oboe und Flöte zu spielen. Zudem sang er im Schulchor. 1982 begann er ein Studium an der Myongji Universität und begann in Cafés zu singen, um etwas Geld zu verdienen. 1984 war er an der Produktion des Musical-Albums Gaedongi (개똥이) beteiligt, das Protestlieder beinhaltete. Hierbei kam er in Kontakt mit Kim Min-ki, einer der Schlüsselfiguren dieser Musikszene in Südkorea. Ab Januar 1985 musste er seinen Militärdienst ableisten und beschloss währenddessen professioneller Musiker zu werden.
Kim wurde 1987 Mitglied der Band Dongmulwon und deren erstes Album The Zoo wurde 1988 ein kommerzieller Erfolg. Sein erstes Soloalbum veröffentlicht er im Oktober 1989. 1991 und 1992 folgten weitere Alben. Sein viertes Studioalbum wurde 1994 sein größter Erfolg.
Am 6. Januar 1996 erhängte er sich im Alter von 31 Jahren.

## Kim in der Popkultur
Kims Lieder wurden oft auf Soundtracks verwendet, beispielsweise auf Joint Security Area. Die deutsche Hip-Hop-Gruppe Die Orsons widmeten ihm 2009 ein Lied, das sich auf ihrem Album Denn dein ist das Reich und die Kraft und die Herrlichkeit, in Ewigkeit, Orsons befindet.

## Diskografie
Studioalben
- 20. September 1989: 김광석 (Kim Kwang-seok)
- 20. Februar 1991: 김광석 2Nd (Kim Kwang-seok 2.)
- 20. März 1992: 김광석 3번째 노래모음 (Kim Kwang-seok 3. Liedersammlung)
- 25. Juni 1994: 김광석 네번째 (Kim Kwang-seok Vier)